# Мария Магдалина Австрийская (1689—1743)
Мария Магдалина Австрийская, эрцгерцогиня Австрийская (Мария Магдалина Йозефа; 26 марта 1689 — 1 мая 1743) — дочь императора Священной Римской империи Леопольда I и Элеоноры Нейбургской. Умерла незамужней.

## Жизнь
Мария Магдалина родилась во дворце Хофбург в Вене и была девятым ребёнком императора Леопольда I и Элеоноры Нейбургской. Незадолго до войны за испанское наследство встал вопрос о том, чтобы новый король Испании Филипп V женился на эрцгерцогине, но Людовик XIV был против этого союза по политическим причинам; официальная причина состояла в том, что ни одна из предложенных эрцгерцогинь не устроила его внука. В 1708 году её старшая сестра эрцгерцогиня Мария Анна вышла замуж за короля Португалии Жуана V; обсуждались планы о втором союзе между Австрией и Португалией, и Мария Магдалина была предложена в качестве невесты инфанту Франсишку, герцогу Бежа, брату Жуана V. Переговоры прекратились на ранних стадиях, и они оба умерли так и не создав семьи. После войны снова встал вопрос о том, чтобы она стала королевой Испании вместо покойной Марии Луизы Савойской. Однако из этого ничего не вышло, и Филипп женился на Изабелле Фарнезе.
После неудач с замужеством она жила в уединении, так и не вышла замуж и умерла бездетной. Она была близка со своей племянницей Марией Терезией, дочерью своего брата, императора Карла VI, и будущей императрицей. Также она поддерживала близкие отношения со своей сестрой, эрцгерцогиней Марией Анной. Она умерла от пневмонии в возрасте 54-х лет. Похоронена в Императорском склепе в Вене.